# Єлін Володимир Леонтійович
Володимир Леонтійович Єлін (27.11. 1887 — 13.05.1962) — український радянський мікробіолог, педагог, професор.

## Біографія
В. Л. (Борух Ізраїльович) Єлін народився 27 листопада 1887 року в Києві.
В 1912 році закінчив  Новоросійський університет.
Учасник революції  1905 року в Російській імперії, Першої світової війни.
В 1919—1920 роках очолював відділ охорони здоров'я в Одесі.
У 1921—1924 роках  викладав у Харківському медичному інституті та Харківському технологічному інституті, в якому читав лекції з історичного матеріалізму.
В 1924 році присвоєно вчене звання професора.
Протягом 1924—1938 років був професором, завідувачем кафедри мікробіології Одеського медичного інституту.
Одночасно, в 1924—1930 роках викладав історичний матеріалізм в Одеському інституті народної освіти. З 15 лютого до 29  березня 1926 року  виконував обов'язки ректора Одеського інституту народної освіти.
В 1936 році здобув науковий ступінь доктора медичних наук.
У 1938 році був заарештований. В 1939 році звільнений у зв'язку з закриттям справи і до 1941 року очолював кафедру мікробіології Одеського медичного інституту.
Під час нацистської навали перебував в евакуації. В 1941—1953 роках очолював кафедру мікробіології Іркутського медичного інституту.
В 1953—1957 роках завідував відділом дитячих інфекцій Харківського науково-дослідного інституту мікробіології, вакцин та сироваток.
Під псевдонімом Мигальський займався літературною діяльністю.
Помер 13 травня 1962 року в Харкові.

## Наукова діяльність
Наукові праці присвячені проблемам медичної мікробіології. У 1930-х роках розробив спосіб отримання агар-агару з водоростей Чорного моря і запровадив його у виробництво в Одесі.    

#### Праці
- Огненный мост: Лиро-поэмы. — Вып. 1 / В. Мигальский (Елин). — Харьков — Одесса: Всеукриздат, 1921. — 44 с.
- Більшовики в Одесі. 1905 р./ В. Єлін.// Літопис реіволюції.  —  1930.  —  № 6(45).  — С. 96 - 122. // http://shron2.chtyvo.org.ua/Litopys_revoliutsii/1930_N6_45.pdf [Архівовано 16 листопада 2019 у Wayback Machine.]
- Изменчивость микробов /В. Л. Елин. — Москва: Медгиз, 1954. — 201 с.
- Общие вопросы инфекционного и иммунного процессов / В. Л. Елин. — Киев: Госмедиздат УССР, 1961. — 216 с.